# David Jost
David Jost, né le  12 août 1972 à Hambourg, est un compositeur, producteur de musique, disc jockey, entrepreneur et manager germano-américain. Il a travaillé avec des artistes aux disques de platine tels que Lady Gaga, Limp Bizkit, Tokio Hotel, Keri Hilson, Melanie C., Aura Dione et Adam Lambert.

## Carrière
La carrière de compositeur de chansons, producteur de musique et remixeur international de David Jost représente 61 disques de platine et 96 disques d’or. Pour Tokio Hotel, David Jost a composé, produit et mixé six singles no 1 de platine et trois albums no 1 de platine. Il a également développé le groupe et en est actuellement le manager. En deux décennies, Tokio Hotel est devenu le plus grand groupe de rock international d’Allemagne,. La collaboration de David Jost avec Tokio Hotel est fructueuse : 87 prix médiatiques,, dont 4 MTV European Music Awards (Prix MTV de musique européenne), le MTV Video Music Award Japan (Prix MTV du vidéoclip au Japon), 4 MTV Latin Music Awards (Prix MTV de musique latine), notamment la chanson de l’année pour « Monsoon», ainsi que l’US MTV Video Music Award (Prix du vidéo clip aux États-Unis) (Moonman),. Même si David Jost a géré la carrière de plusieurs artistes très médiatisés, il n’accepte de donner des interviews à la presse qu’à de rares occasions et est connu pour ne jamais accorder aucune interview télévisée. Pour son travail de compositeur de chansons, David Jost a reçu la distinction de meilleur compositeur de chansons d’Allemagne (pop-rock) de la GEMA (l’équivalent allemand de l’ASCAP/la BMI). David Jost travaille actuellement dans ses studios de Los Angeles (Californie),.

## Compositeur de chansons, producteur et remixeur
David Jost a composé et produit le single no 1 de platine « I Like » pour la star américaine Keri Hilson. « I Like » est le tout premier tube no 1 des ventes en Allemagne de Keri Hilson,. Pour Lady Gaga, David Jost a produit « Born This Way (Jost & Naaf Remix) », le seul remix à avoir été inclus sur la version internationale de l’album de Lady Gaga, « Born This Way », écoulé à plus de 7 millions d'exemplaires. En 2011, David Jost a produit un mix radio du single « Marry the Night (David Jost Twin Radio Mix) » de Lady Gaga. Peu de temps après, David Jost a produit un remix pour le single à succès de Limp Bizkit, « Shotgun », puis a composé, produit et mixé le single no 1 multi-platine « Geronimo » pour et avec Aura Dione,. Cette chanson s’est hissée au no 1 des charts radio pendant plusieurs semaines et a déjà été 6 fois disque de platine en Europe. Le second single d’Aura Dione, « Friends », issu de son album à succès « Before the Dinosaurs » est écrit par Aura Dione et David Jost et est produit par David Jost et RockMafia. Ce single est sorti récemment et s’est classé no 1 des charts radio allemands officiels. Par ailleurs, Heidi Klum a choisi la composition de David Jost « Girls Beautiful » comme générique de la dernière saison de « Next Topmodel ». En outre, David Jost a produit et mixé « Girls Beautiful ». Avec le chanteur principal de Tokio Hotel, Bill Kaulitz, David Jost a composé le tube multi-platine no 1 des ventes « Monsoon ». David Jost a également produit et mixé « Monsoon », qui a été plusieurs fois récompensé dans le monde entier comme meilleure chanson, en recevant notamment le MTV Latin Award au Mexique de « Meilleure chanson de l’année ». Outre « Monsoon », David Jost a produit 5 autres singles no 1 de platine de Tokio Hotel, ainsi que tout l’album no 1 de platine de Tokio Hotel, « Scream »,, devenu disque d’or et de platine dans le monde entier, et enfin deux albums internationaux no 1 de platine pour Tokio Hotel.

## Bandes originales de film et publicités
David Jost a apporté sa contribution à des chansons destinées à des bandes originales de film, notamment Alice aux Pays des Merveilles de Tim Burton. Pour Sony Pictures US, David Jost a composé et produit « By your Side » pour la bande-son du film « Le Bal de l’horreur », qui est arrivé à la 1re place du box-office américain,. La chanson « I like » de David Jost, chantée par Keri Hilson, est devenue le générique du film « Zweiohrküken » de Til Schweiger,. David Jost a aussi composé la musique des campagnes publicitaires télévisées de diverses marques dont BMW, Mercedes-Benz, Veltins et Verizon/Motorola. La composition de David Jost « Human connect to human » a été sélectionnée pour la campagne de présentation du téléphone Motorola Droid (alias Milestone) de Verizon, aux États-Unis.